# Paralimnophila terania
Paralimnophila terania là một loài ruồi trong họ Limoniidae. Chúng phân bố ở miền Australasia.